# 궁리마루
궁리마루는 부산 부산진구에 위치한 수학과학창의체험관으로 부산광역시와 부산과학기술협의회가 후원하고 부산광역시교육청이 부산의 아이들에게 수학과 과학을 놀이와 체험으로 익힐 수 있도록 만든 열린 광장이다. 부산 국립 과학 박물관이 완공될 예정인 2015년 3월까지 옛 부산중앙중학교 건물을 개관해 2014년 4월 3일부터 시범운영되었다. 부산국립과학관이 완공됨에 따라  2015년 8월 26일 그 대체시설로 운영되어 오던 궁리마루는 운영을 종료하였다. 방문객은 연 10만명정도이며 면적은 14,274m²이다. 이후 부산중앙중학교 구 교사에는 놀이마루가 들어섰다.